# كارل ريتشارد أنجر
كارل ريتشارد أنجر (بالنرويجية: Carl Richard Unger)‏ (و. 1817 – 1897 م) هو فقيه لغوي، وأستاذ جامعي نرويجي، توفي عن عمر يناهز 80 عاماً.